# イェドヴァブネ事件
イェドヴァブネ事件（ポーランド語: Pogrom w Jedwabnem / mord w Jedwabnem）とは、第二次世界大戦中の1941年7月10日、ナチス・ドイツ占領下のポーランド北東部の町イェドヴァブネで起きたユダヤ人の虐殺事件（ポグロム）である。
この町およびその周辺のユダヤ人住民が、隣人であったポーランド人によって暴行され、納屋に集められ生きたまま焼き殺された。犠牲者の数は少なくとも340人、町にいたユダヤ人のほぼ全員が殺されたと仮定すれば900人から1,600人との推定もある。
イェドヴァブネ事件そのものは以前から知られていたが、長い間ドイツ軍によるものと考えられていた。ポーランド系アメリカ人の歴史学者ヤン・グロスが2000年に出版した著書の中で、ポーランド人が主体的な加害者であるとの指摘がなされ、ポーランド国家記銘院（IPN）による再調査によってその事実が確認された。この地域を占領中であったドイツ軍の関与の程度は依然として不明であるが、発端の部分には関与したとされる。
一般のポーランド人がポグロムの加害者となったこの事件は、大きな論争に発展した。IPNの調査により、ポーランド人によるポグロムはイェドヴァブネ事件にとどまらず、広範に存在していたことが判明している。この事件は、第二次世界大戦中のポーランド人とユダヤ人の関係だけでなく、ポーランド史の、またポーランド人の集団的自己イメージの再評価といった重要な問題を提起した。

## 背景
ポーランド北部のビャウィストク地方にあるイェドヴァブネは小さな町で、1931年の人口は2,167人、第二次世界大戦直前には3,000人前後まで増加し、1,000–1,500人のユダヤ人がいた。
1939年9月、その前の月に締結された独ソ不可侵条約および付随する秘密議定書に則って、ソビエト連邦軍がポーランドに侵攻。ビャウィストク地方もソビエト連邦支配下となった。この時期の避難民の流入によりイェドヴァブネのユダヤ人人口は約1,600人となったとされる。
1941年6月22日、ドイツがソビエト連邦に侵攻。ドイツの進軍は速やかで、ビャウィストク地方も7月初頭までにドイツ軍の占領下となった。
この地域でナチスは、「ユダヤ人がポーランドに対するソビエトの犯罪行為を支援している」とプロパガンダを行うとともに、地域のユダヤ人を殺害するための特務部隊を組織した。イェドヴァブネ北東の町ヴィズナではドイツ軍によって数十人のユダヤ人が銃殺されるところが目撃されている。

## ヤン・グロスの著書『隣人たち』
2000年5月、ポーランド系アメリカ人でニューヨーク大学教授のヤン・グロスが『隣人たち（原題：Sąsiedzi: Historia zagłady żydowskiego miasteczka）』を上梓した。ポーランド人が主体となってユダヤ人を殺害したとするその内容をめぐってポーランドで大論争となり、報道、雑誌、テレビやラジオなどで多くの議論が行われた。ポーランド人がそのようなことをしていたはずがない、というのが典型的な反応であった。
この著書の中でイェドヴァブネ事件は次のように描かれている。
- イェドヴァブネの人口は1931年の時点で約2,000人で、そのうち60％がユダヤ人であった。イェドヴァブネは1939 年にソ連占領下に入るが、この時期に避難民の流入でユダヤ人人口は約1,600人となった。
- 7月10日、イェドヴァブネのポーランド人によりユダヤ人の虐殺が計画、実行された。占領者であるドイツ側の教唆はあったとしても強制されたわけではなく、率先して虐殺に参加した。
- ユダヤ人たちは町外れまで行進させられ墓穴を掘らされたのち撲殺された。あるいは納屋に閉じ込められ火をつけられて焼き殺された。女性や老人、子どもも殺害された。

これらの記述が事実に即しているかが議論となった。グロスは、ユダヤ人らが経験した現実は言われている以上に悲劇的であったはずであるとして、生き残ったユダヤ人の証言を、反証がない限りそのまま採用するという「原史料への新しい態度」を表明していた。またグロスは、1949年にソビエト共産党政権下で行われたイェドヴァブネ事件の裁判での証言内容を採用していた。これらの点は、史料批判の軽視として歴史家から批判された。
また、グロスの挙げる1,600人という 数字にも疑問が投げかけられた。事件当日ユダヤ人が閉じ込められ焼き殺された納屋に、それだけの人数を収容するのは到底不可能であったからである。ただしこの数字はグロスが水増しした数字ではなく、1960年代初めに建てられた記念碑の数字を踏襲したものであった。

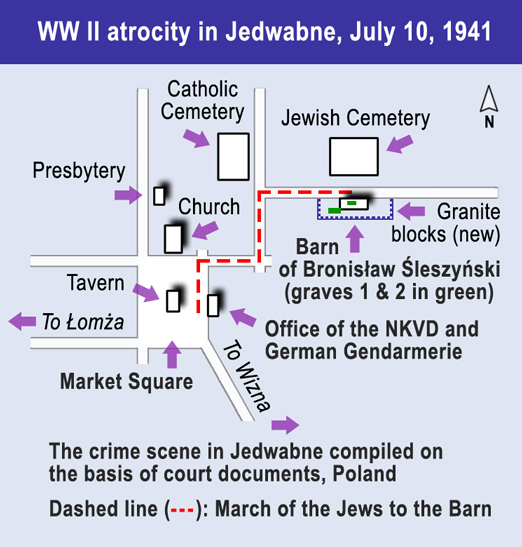
虐殺の見取り図
_{ユダヤ人は中心部の広場に集められて暴行を受けた後、赤破線のルートで連行されて焼き殺された。}

## 虐殺事件
2002年の国家記銘院による調査結果報告によれば、事件の概要は以下のようなものである。
- 1941年7月10日朝、イェドヴァブネのユダヤ人は強制的に家から追い立てられ、広場に集められた。
- ポーランド人らは、40人ほどのユダヤ人の一団に命令し、広場の敷石の間の雑草の除去を行わせた。さらに広場近傍のレーニン像を破壊させ、砕けた胸像を木製の担架で納屋まで運ばせた。このグループがどのように殺害されたのかは判然としていないが、遺体は納屋の中で掘られたばかりの墓穴に入れられ、その上に破壊されたレーニン像が投げ入れられた。

- 一方、ほかのユダヤ人の一団は、広場から納屋へ連行された。納屋の戸が閉められ、火がつけられた。ソビエト軍の弾薬庫にあったケロシンを使用したと考えられた。人数は300人ほどで、女性や子どもも含まれていた。

関与した人々、被害者数については以下のように結論付けた。
- ドイツ軍による教唆があった可能性があり、当日も数人のドイツ人が現地にいたのは確かだが、殺害行為への積極的な関与の証拠はない。
- ポーランド人が犯行に決定的な役割を果たした。
- 少なくとも40人のポーランド人が実行犯として積極的に加わった。
- 1,600人という被害者数は考えづらい。
- ヴィズナやコルノ（ポーランド語版、英語版）での虐殺を免れ、このイェドヴァブネへ避難してきたユダヤ人らもいた。

なお、100–150人はこの虐殺から逃げ延びることができた。

## 動機
この事件がドイツによる教唆によって計画された可能性は報告書で指摘されているが、主体的実行犯はポーランド人であり、その理由が様々に議論されてきた。
代表的なものは「ユダヤ人の対ソ協力」というものである。ドイツの侵攻以前のポーランドはソビエトによる占領が行われていたが、この期間、ユダヤ人がその人口に比べ過剰に指導的な地位についていたこと、およびその行為がポーランド人に対する抑圧に結びついていたことが指摘されている。あるいは、ポーランド国家に固執せずソ連の支配者層に取り込まれるユダヤ人に対しポーランド人が反感を持ったという分析もある。
いずれにしてもポーランド人による虐殺行為の理由はいまだ判然としていない。

## 調査
1949年5月16日と17日、ポグロムに参加した罪に問われた人々の裁判がウォムジャで行われた。21人が起訴され、11人に8年から15年の実刑判決が下された。
2000年のグロスの著書出版後、議論の高まりを受け、ポーランド国家記銘院（IPN）による調査が行われた。犠牲者の遺体発掘調査に際して、多くのユダヤ人たちは宗教上の理由から反対したものの、ポーランド法務省とIPNは遺体調査が事件の真相究明に不可欠だと主張し、2001年に実行された。しかし発掘調査は宗教者からの反対により5日間で中止となった。2002年7月の報告で上述の内容が公表された。
その後も刑事事件としての立件を目指して捜査が続けられたが、2003年6月30日、起訴可能な被疑者がいないことを理由として捜査終了となった。

### 近年の動き
2019年2月、IPNは再発掘の可能性を示唆した。3月、マテウシュ・モラヴィエツキ首相は、再発掘を進めるべきかどうかは「様々な状況」を考慮して決定すると語った。その後ポーランド当局は、再発掘が必要となる具体的な根拠はないと表明した。

## 謝罪と和解
毎年7月10日には、ポーランド政府によりイェドヴァブネで追悼式典が行われている。
2001年7月、事件の60周年の追悼式典において、ポーランド大統領アレクサンデル・クファシニェフスキはポーランドを代表して公式にユダヤ人に謝罪した。また、多数が殺害された納屋のあった場所に新たな記念碑が再設置されたが、誰が加害者であったかは明記されていない。
2001年8月、この記念碑へ続く道路を整備する提案を地元議会が支持しなかったことを理由として、Krzysztof Godlewski町長が辞任した。
2011年以降、記念碑に対するいたずらがしばしば行われている。
2017年、ポーランドのカトリック教会はイェドヴァブネの犠牲者の冥福を祈る特別ミサを行い、ポーランド人の加わった残虐行為に対する許しを神に祈った。

## 参考資料
- Tekst postanowienia o umorzeniu śledztwa w sprawie zabójstwa obywateli polskich narodowości żydowskiej w Jedwabnem w dniu 10 lipca 1941 r.  Instytut Pamięci Narodowej (IPN) Białystok 支部   2003年6月 (PDF)
- Gross, Jan T. (2000). Sąsiedzi: Historia zagłady żydowskiego miasteczka (in Polish). Sejny: Pogranicze. ISBN 978-83-86872-13-8 .
- Jan Tomasz Gross (2006). Fear: Anti-Semitism in Poland after Auschwitz: An Essay in Historical Interpretation. Princeton University Press. （邦訳：ヤン・T. グロス『アウシュヴィッツ後の反ユダヤ主義―ポーランドにおける虐殺事件を糾明する』染谷徹訳、白水社、2008年）
- Stola, Dariusz (Spring 2003). "Jedwabne: Revisiting the Evidence and Nature of the Crime". Holocaust and Genocide Studies. 17 (1): 139–152. doi:10.1093/hgs/17.1.139.
- Polonsky, Antony; Michlic, Joanna B., eds. (2003). The Neighbors Respond: The Controversy over the Jedwabne Massacre in Poland. Princeton and Oxford: Princeton University Press. ISBN 978-0-691-11306-7 .
- Chodakiewicz, Marek Jan (2005). The Massacre in Jedwabne, July 10, 1941: Before, During, After. Columbia University Press and East European Monographs. ISBN 978-0-880-33554-6.
- 松川克彦「ポーランドのユダヤ人とイェドヴァブネ事件」『世界の窓: 京都産業大学世界問題研究所所報』17号、2002年、29–36頁。